# Raimundo Pereira
Raimundo Pereira (Bissau, 28 de agosto de 1956) é um advogado e político da Guiné-Bissau, membro do Partido Africano para a Independência da Guiné e Cabo Verde.
Depois do assassinato do presidente João Bernardo Vieira por membros do Exército da Guiné-Bissau em 2 de março de 2009,  Raimundo Pereira como Presidente da Assembleia Nacional Popular da Guiné-Bissau, sucedeu interinamente a João Bernardo Vieira na chefia do Estado, segundo a constituição. Tomou posse do cargo no mesmo dia e convocou eleições para os próximos 60 dias.
Assumiu, de novo, a presidência interina, a partir de 9 de janeiro de 2012, aquando da morte de Malam Bacai Sanhá.